# Charles de Sezze
Charles de Sezze (Sezze, 19 octobre 1613 - Rome, 6 janvier 1670) est un frère lai stigmatisé franciscain réformé italien reconnu saint par l'Église catholique. 

## Biographie
Il est né à Sezze dans une famille d'agriculteurs. Guéri d'une grave maladie à l'âge de 17 ans, il décide d'entrer chez les franciscains réformés en tant que frère lai, puisque, n'ayant pas reçu d'instruction, il ne peut pas accéder au sacerdoce. Il exerce les charges de portier, jardinier, cuisinier, avec une réputation de simplicité et de charité. Le pape Clément IX vint en personne le consulter[réf. nécessaire]. Il meurt le 6 janvier 1670 au couvent Saint-François de Transtévère.
Il est béatifié le 22 janvier 1882 à Rome par Léon XIII, il est le premier saint canonisé par Jean XXIII le 12 avril 1959. Sa fête est fixée au 6 janvier. Il est le patron de la ville de Sezze et du diocèse de Latina-Terracina-Sezze-Priverno

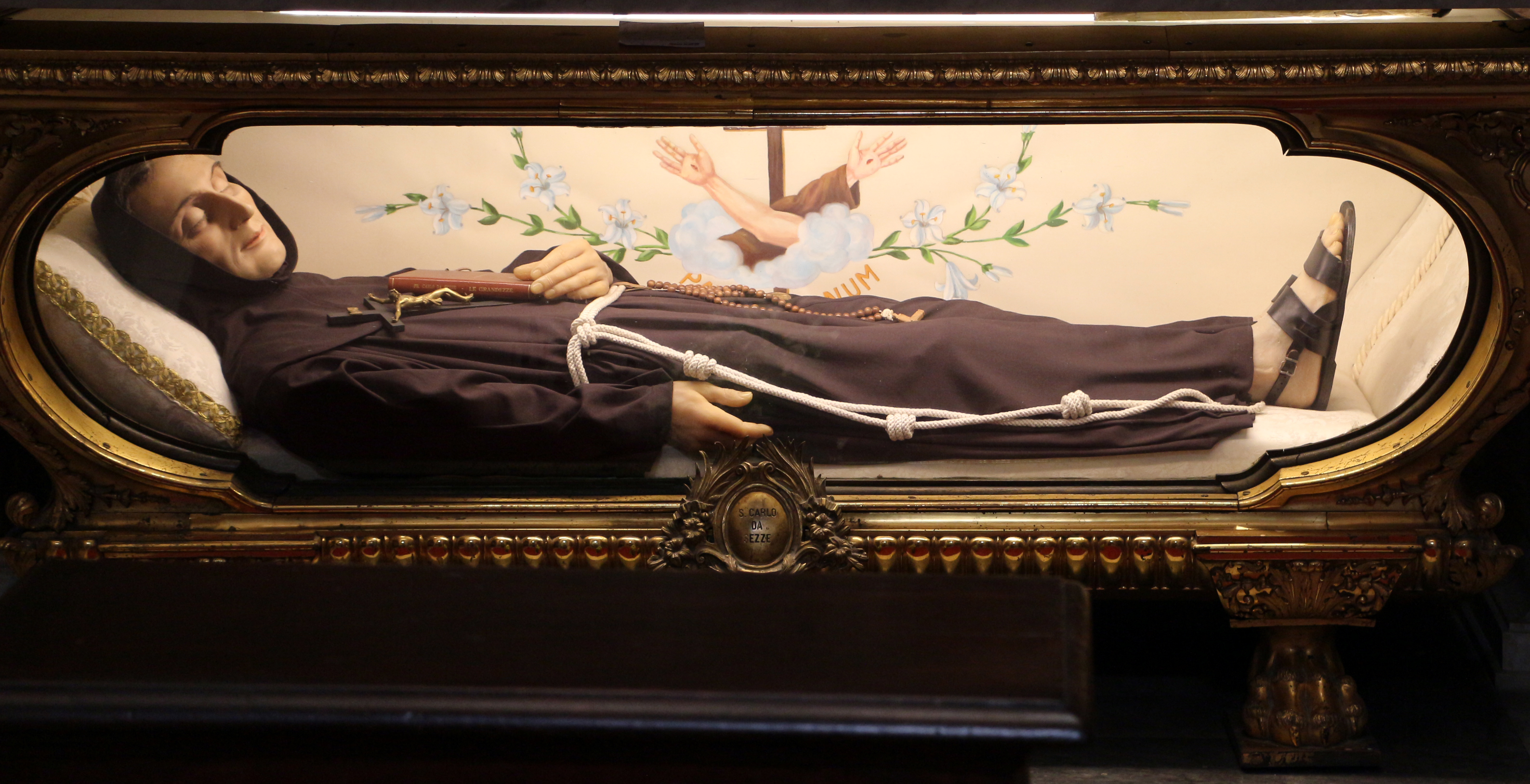
Châsse de Charles de Sezze dans l'église San Francesco a Ripa

## Sources et références
- Documentation Catholique : 1959 col.583-587
- Prions en Église - N° 265 - Éditions Bayard

1. ↑  (en) « Saint Charles of Sezze », sur roman-catholic-saints.com.
2. ↑  (it) San Carlo da Sezze sur santiebeati.it